# Heinrich Malz
Friedrich Wilhelm Heinrich Malz (* 26. November 1910 in Chemnitz; † 29. Januar 1977 in Bonn) war im nationalsozialistischen Deutschen Reich SS-Obersturmbannführer, Leiter des Referates III A 2 (Rechtsleben) des Reichssicherheitshauptamtes (RSHA) und persönlicher Referent von Ernst Kaltenbrunner, dem Chef des RSHA.

## Leben
Malz wurde am 26. November 1910 in Chemnitz als Sohn eines Reichsbahnbeamten geboren. Nach dem Abitur studierte er in Halle und Leipzig Rechtswissenschaften.
Zum 1. Mai 1937 trat er der NSDAP bei (Mitgliedsnummer 5.817.695). Einen Teil seines Referendariats leistete er im Institut für Staatsforschung in Berlin ab. Dieses wurde von Reinhard Höhn geleitet, der als Hauptamtsleiter im SD-Hauptamt für Kultur, Hochschulen und Wirtschaft tätig war und zu den maßgeblichen geistigen Wegbereitern des NS-Systems gehörte. 1935 promovierte Malz zum Dr. jur. und war seitdem für den SD tätig. In die SS trat er zum 16. Oktober 1935 ein (SS-Nummer 272.499).
Nachdem er sein Assessorexamen 1937 abgelegt hatte, erhielt Malz eine Planstelle im Staatsdienst und wurde im Landratsamt Freiberg in Sachsen als Jurist eingesetzt.
Im Mai 1940 übernahm er die Leitung des Referats III A 2 (Rechtsleben) des Reichssicherheitshauptamtes. Am 30. Januar 1941 wurde er zum SS-Sturmbannführer befördert und avancierte 1944 als SS-Obersturmbannführer schließlich zum persönlichen Referenten des RSHA-Chefs Ernst Kaltenbrunner (1903–1946).
Nach Kriegsende wurde Malz interniert und 1948 entlassen. Im Nürnberger Büro des von Rechtsanwalt Rudolf Aschenauer 1949 gegründeten „Komitees für kirchliche Gefangenenhilfe“ übernahm Malz die Büroleitung. Auch in der 1951 gegründeten Stillen Hilfe, einem Verein, der publizistisch, juristisch und materiell flüchtige, inhaftierte und verurteilte NS-Täter unterstützte, gehörte er neben Helene Elisabeth Prinzessin von Isenburg, Bischof Theophil Wurm, Wilhelm Spengler unter anderem dem Gründungsvorstand an. Im Deutschen Beamtenbund wurde er zum Geschäftsführer bestellt.
Am 13. Oktober 1959 wurde er im Auschwitzprozess vernommen. Er soll mit der Pfarrgemeinde Nürnberg-St. Jobst im Stadtteil Erlenstegen, Spenden zu Gunsten von NS-Verbrechern gewaschen habe.

## Publikationen
- Die Einwirkungen des Gesetzes zur Ordnung der Arbeit in öffentlichen Verwaltungen und Betrieben auf die Rechts- und Dienstverhältnisse der Reichsbahnarbeiter, Dittert Verlag Dresden 1935
- Die Stellungnahme der Gaue des NSRB zu dem Entwurf eines neuen Ehescheidungsrechts : (Deutsches Recht 1937, S. 251 ff.), Berlin 1937
- Verordnung über die Laufbahnen der Bundesbeamten 〈Bundeslaufbahnverordnung-BLV〉 vom 31. Juli 1956 〈BGBl. I Seite 712〉, Verlagsanstalt des Deutschen Beamtenbundes Köln 1956
- Gesetz zur Regelung der Rechtsverhältnisse der unter Artikel 131 des Grundgesetzes fallenden Personen in der Fassung vom 11. September 1957 (BGBl. I S. 1296), Berlin 1957
- Das Personalvertretungsrecht des Bundes und der Länder : rechtsvergleichende Übersicht über die vom Bundesrecht abweichenden Länderregelungen mit den vollständigen Texten der Landespersonalvertretungsgesetze, gemeinsam mit Klaus-Ulrich Bautz, Verlagsanstalt des Deutschen Beamtenbundes Bad Godesberg 1960
- Beamtenrechtsrahmengesetz : (BRRG) ; in der Fassung vom 1. Oktober 1961 (BGBl. I S. 1834) ; Textausgabe mit Anmerkungen und Verweisungen sowie Nebengesetzen und Durchführungsvorschriften, deutscher Gemeindeverlag Köln 1961;
- Lexikon des öffentlichen Dienstes, gemeinsam mit Johannes Heilemann, Grote Verlag Köln 1964
- Werden und Wirken : Alfred Krause zum 50. Geburtstag, gemeinsam mit Alfred Krause, Deutscher Beamtenbund, Walhalla - und Pretoria Verlag Regensburg 1972